# Chézy-en-Orxois
Chézy-en-Orxois é uma comuna francesa na região administrativa de Altos da França, no departamento de Aisne. Estende-se por uma área de 16,15 km². Em 2010 a comuna tinha 412 habitantes (densidade: 25,5 hab./km²).